# Suzanne Duchamp
Suzanne Duchamp, född 20 oktober 1889 i Blainville-Crevon i Seine-Maritime, död 11 september 1963 i Neuilly-sur-Seine utanför Paris, var en fransk dadaistisk konstnär. 
Suzanne Duchamp var det fjärde barnet i ordningen till Eugène och Lucie Duchamp. Hon var syster till Marcel Duchamp, Jacques Villon och Raymond Duchamp-Villon. Hon studerade konst på den lokala École des Beaux-Arts i Rouen från 16 års ålder. I sina tidiga verk målade hon i impressionistisk och kubistisk stil. Vid 21 års ålder gifte hon sig med en apotekare från Rouen, men hon skilde sig efter kort tid och flyttade till Montparnasse i Paris för att bo nära sin bror Marcel Duchamp och vidga sina konstnärliga vyer.